# 9018 Galache
9018 Galache eller 1987 JG är en asteroid i huvudbältet som upptäcktes den 5 maj 1987 av det nyzeeländska astronomparet Pamela M. Kilmartin och Alan C. Gilmore vid Mount John University Observatory. Den är uppkallad efter José Luis Galache.
Den tillhör asteroidgruppen Vesta.